# Burlington House (New York)
Burlington House je kancelářský mrakodrap v New Yorku stojící na 6. Avenue. Má 50 podlaží a výšku 190.5 metrů. Byl dokončen v roce 1969 podle projektu společnosti Emery Roth & Sons.